# Natalie Cook
Natalie Louise Cook OAM (* 19. Januar 1975 in Townsville, Queensland, Australien) ist eine ehemalige professionelle Beachvolleyball-Spielerin. Sie wurde 2000 mit Partnerin Kerri Pottharst Olympiasiegerin.

## Karriere
Cook begann ihre Beachvolleyball-Karriere im Jahre 1993. Gemeinsam mit Partnerin Kerri Pottharst entwickelte sie sich zu einer der besten Spielerinnen der Weltliga FIVB. Bei der olympischen Premiere von Beachvolleyball holten sie 1996 in Atlanta Bronze. Im selben Jahr errangen sie bei der Weltmeisterschaft die Silbermedaille. In den Folgejahren etablierten sich Cook/Pottharst in der erweiterten Weltspitze. Der große Coup kam 2000: bei den Olympischen Spielen in Sydney gewannen sie vor heimischem Publikum die Goldmedaille. Dies war auch ihr erster FIVB-Turniersieg überhaupt.
Nach der Saison 2002 erklärte Pottharst ihre Karriere für beendet (schaffte aber später mit Summer Lochowicz ein Comeback), und Cook spielte fortan mit Landsfrau Nicole Sanderson. Sie spielten weiterhin in der erweiterten Weltspitze und gewannen 2001 ein FIVB-Turnier. 2003 holten Cook und Sanderson Bronze bei der Weltmeisterschaft. Bei den Olympischen Spielen 2004 in Athen verletzte sich Cook an der Schulter, und die beiden verloren unglücklich das Spiel um Platz drei. Sanderson und sie spielten bis 2006 zusammen, bis Cook 2007 Tamsin Barnett als Partnerin auswählte. 2007 gelang ihnen ein FIVB-Turniersieg. Bei den Olympischen Spielen 2008 in Peking wurde Cook Fünfte, und bei den Olympischen Spielen 2012 in London landeten Cook/Barnett nach drei Niederlagen in der Vorrunde auf Platz 19.

## Auszeichnungen
- 2001: Medaille des Order of Australia für ihre Verdienste um den Sport als Goldmedaillengewinnerin bei den Olympischen Spielen 2000 in Sydney[1]
- 2014: Aufnahme in die Sport Australia Hall of Fame[2]

## Privatleben
Cook ist seit November 2008 mit der ehemaligen kanadischen Beachvolleyballspielerin Sarah Maxwell verheiratet, mit der sie zuvor sechs Jahre lang liiert war. Cook lebt in Brisbane und leitet die Firma Sandstorm, die in Australien Beachvolleyball fördert. Mit über 600.000 erspielten US-Dollar Preisgeld ist sie finanziell eine der erfolgreichsten Spielerinnen.

## Werke
Natalie Cook, Robert Drane: Go Girl: An Inspiring Journey from Bronze to Gold. 2. überarbeitete Auflage. Hardie Grant Books, Prahran 2001, ISBN 978-1-74064-023-7.